# Michael Weinzierl
Michael Weinzierl (* 6. August 1950 in Wien; † 19. Juni 2002 ebenda) war ein österreichischer Historiker. Er war außerordentlicher Universitätsprofessor für Neuere Geschichte an der Universität Wien.

## Leben
Weinzierl, Enkel des Juristen und Ministerialbeamten Moriz Weinzierl, war der ältere von zwei Söhnen des Physikers Peter Weinzierl (1923–1996) und der Zeithistorikerin Erika Weinzierl (1925–2014), geb. Fischer. Sein Bruder war der Germanist und Journalist Ulrich Weinzierl (1954–2023). Er besuchte die katholische Privatschule Schottengymnasium im 1. Wiener Gemeindebezirk (Innere Stadt).
Danach studierte er Geschichte, Kunstgeschichte und Politikwissenschaft an der Universität Wien und wurde 1971 wissenschaftliche Hilfskraft am dortigen Institut für Geschichte. 1975 wurde er dann bei Gerald Stourzh mit der Dissertation Republikanische Politik und republikanische politische Theorie, 1658–1660 zum Dr. phil. promoviert.
Er wurde Universitätsassistent; im Jahre 1988 habilitierte er sich mit der 1993 gedruckten Arbeit Die Transformation der englischen politischen Kultur und die Anfänge des modernen Konservativismus. Weinzierl wurde dann Universitätsdozent für Neuere Geschichte. 1996 erhielt er den Titel außerordentlicher Professor (tit. ao. Prof.), ab 1999 war er außerordentlicher Universitätsprofessor. Er wurde am Baumgartner Friedhof bestattet.
Er gehörte dem Herausgeberkreis der Wiener Zeitschrift zur Geschichte der Neuzeit an.
Weinzierl beschäftigte sich u. a. mit englischer Geschichte, Revolutionen, Religion und politischer Kultur.

## Schriften
- mit Ernst Wangermann, Johanna Borek, Michel Cullin, Karl Duffek, Edith Rosenstrauch und Birgit Wagner (Hrsg.): Die schwierige Geburt der Freiheit [Das Wiener Symposion zur Französischen Revolution]. Im Auftrag des Vereins zur Erforschung der Französischen Revolution. Sonderzahl, Wien 1991, ISBN 3-85449-031-3.
- Freiheit, Eigentum und keine Gleichheit. Die Transformation der englischen politischen Kultur und die Anfänge des modernen Konservativismus 1791–1812 (= Ancien Régime, Aufklärung und Revolution. Band 26). Oldenbourg, Wien u. a. 1993, ISBN 3-7029-0355-0.
- mit Friedrich Edelmayer und Bernd Hausberger (Hrsg.): Die beiden Amerikas. Die Neue Welt unter kolonialer Herrschaft (= Historische Sozialkunde. Beiheft 7). Brandes und Apsel, Frankfurt am Main u. a. 1996, ISBN 3-86099-167-1.
- als Hrsg.: Individualisierung, Rationalisierung, Säkularisierung: Neue Wege der Religionsgeschichte (= Wiener Beiträge zur Geschichte der Neuzeit. Band 22). Oldenbourg, München u. a. 1997, ISBN 3-486-56267-3.
- mit Helgard Fröhlich und Margarete Grandner (Hrsg.): 1848 im europäischen Kontext (= Querschnitte. Band 1). Turia + Kant, Wien 1999, ISBN 3-85132-209-6.
- mit Johannes Dantine und Klaus Thien (Hrsg.): Protestantische Mentalitäten (= Passagen Gesellschaft). Passagen-Verlag, Wien 1999, ISBN 3-85165-385-8.
- mit Margarete Grandner und Wolfgang Schmale (Hrsg.): Grund- und Menschenrechte: Historische Perspektiven – aktuelle Problematiken (= Querschnitte. Band 9). Verlag für Geschichte und Politik, Wien u. a. 2002, ISBN 3-7028-0390-4.